# Есетова, Гульшара
Гульшара Есетовна Есетова (каз. Гүлшара Есетқызы; 13 сентября 1947, Атырауская область, село Курмангазы) — педагог сценической речи и актёрского мастерства, отличник народного образования. Заслуженный деятель Республики Казахстан (2006). Заслуженный деятель культуры Республики Казахстан (2006).

## Биография
Родилась 13 сентября 1947 года в Атырауской области, селе Курмангазы. Выпускница Республиканского эстрадно-циркового колледжа имени Ж. Елебекова. Происходит из рода Ысык племени Байулы Младшего Жуза.

## Трудовая деятельность
В 1967—1988 годах работала мастером художественного слова в объединении «Казахконцерт».
В 1988 году будучи художественным руководителем в Алмалинском районном Доме детского творчества № 2 города Алматы, основала детско-юношеский театр «Асылмура» при лингвистической гимназии № 36 имени Болтирик Атыганулы. Её ученики являются призёрами республиканских и международных конкурсов имени Абая, Шакарима, М. Макатаева, Махамбета, Оралхан Бокея, Т. Айбергенова, а также призёрами конкурса «Государственный язык — мой язык».
Выдающиеся телеведущие, журналисты, актёры и актрисы ведущих телеканалов Казахстана таких, как «Хабар», «Qazaqstan», «Ел арна», НТК, «31 канал», среди которых: киноактеры Асылхан и Артур Толеповы в фильме «Жаужүрек мың бала», киноактер Абылайхан Толебаев в фильме «Несломленный», киноактер Бахтияр Байсерик в сериале «5:32», актрисы и телеведущие Анар Батырхан и Ольга Спирина — являются выпускниками детского-юношеского театра «Асылмура» Гульшары Есетовой.
На протяжении 22 лет вела концерты выдающихся деятелей казахского искусства, Народных артистов Республики Казахстан: Розы Баглановой, Жамал Омаровой, Жусупбек Елебекова, Рабиги Есимжановой, Магауии Хамзина, Муслима Абдуллина, Ришата Абдулинна, оркестра «Отырар сазы» и оркестра «Курмангазы».
Гастролировала как по странам СНГ, так и за рубежом (Польша, Германия, Чехословакия, Монголия и др.).
В целях патриотического воспитания молодежи ею было проведено множество мастер-классов.
Более 15 лет являлась личным конферансье Народной артистки Советского Союза, «Халық қаһарманы» Розы Баглановой.
Гульшара Есетова, проработав более 50 лет в сфере народного образования и казахского искусства, по сей день продолжает вести деятельность по патриотическому воспитанию молодежи, развитию актёрского мастерства и вносит вклад в развитие государственного языка Казахстана.

## Награды и звания
- Нагрудный знак «Отличник народного просвещения Казахской ССР» (1991)
- Заслуженный деятель Республики Казахстан (2006)
- Заслуженный деятель культуры Республики Казахстан (2006)
- Медаль «10 лет Астане» (2008)
- Медаль М.Макатаева (2011) — за вклад по воспитанию будущих поколений в патриотическом духе, пропаганде дружбы народов, национального единства, сплоченности народов, научному поиску, прославлению, обогащению казахской поэзии
- Медаль «Батыр шапағаты» Б.Момышулы (2012)
- Орден «Намыс» Б.Момышулы (2017) — за большой вклад в сферу образования Республики Казахстан
- Медаль «Отличник народного образования Республики Казахстан» (2017)
- Почетный гражданин Курмангазинского района[1] (2019)
- Лауреат международной премии Махамбет (2022)
- Медаль Алматинского Союза Профсоюзов (2022) — за вклад в развитие профсоюза